# Nieder-Roden
Nieder-Roden ist mit über 15.400 Einwohnern der größte Stadtteil von Rodgau im südhessischen Landkreis Offenbach.

## Lage

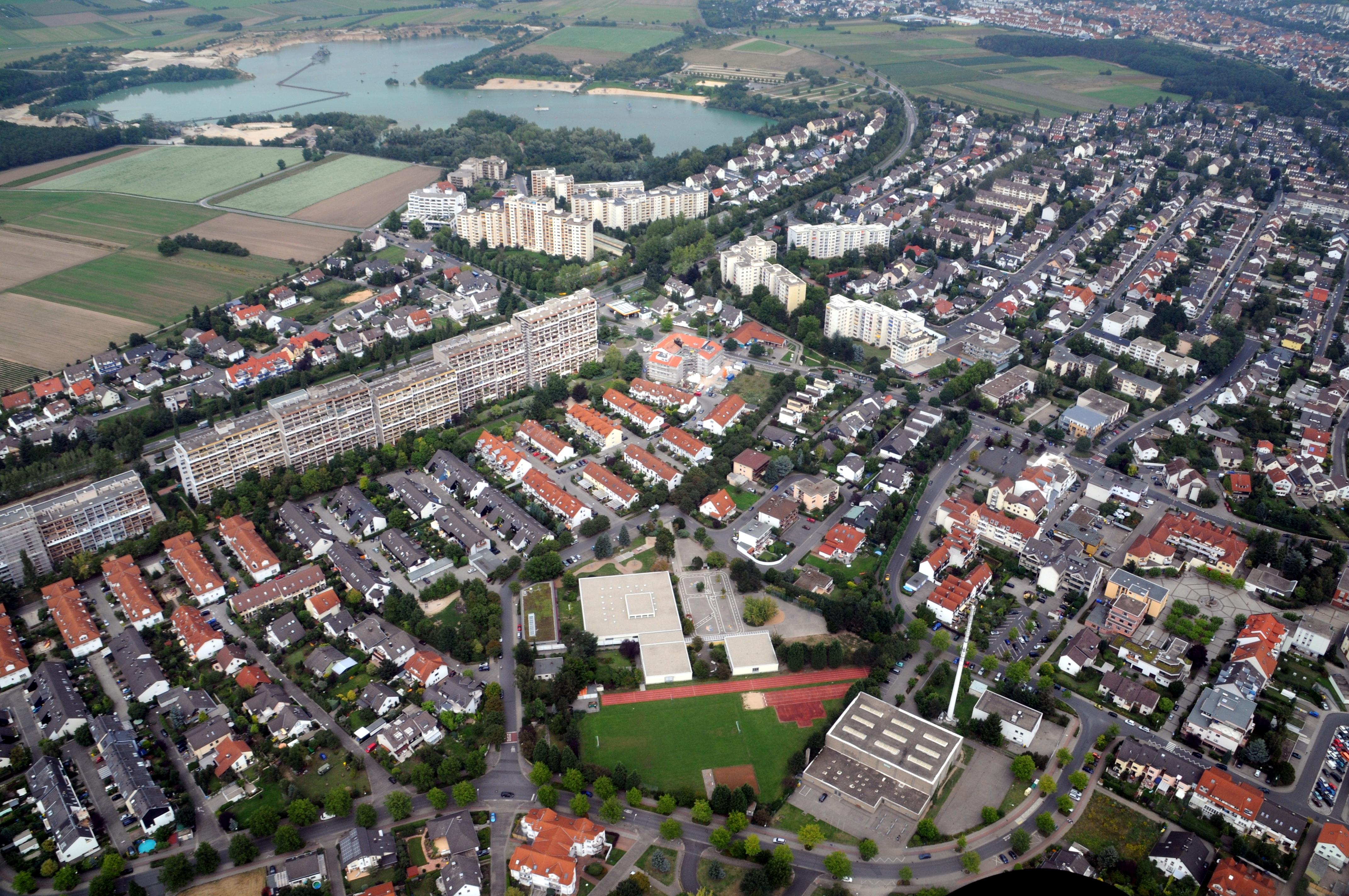
Luftbild 2008

Nieder-Roden liegt an der Rodau in der Rhein-Main-Ebene, ca. 8,5 Kilometer südwestlich von Seligenstadt.
Der 50. Breitengrad führt mitten durch Nieder-Rodens Puiseauxplatz.

## Geschichte

### Frühgeschichte
Befunde belegen, dass Nieder-Roden bereits in urgeschichtlicher Zeit Siedlungsraum war.

### Mittelalter
Im Mittelalter gehörten die umliegenden Wälder zum Wildbann Dreieich, der 30 Wildhuben hatte, eine davon war in Nieder-Roden. Die älteste erhaltene Erwähnung einer Rotaha Marca, also eine Gemarkung oder eine Markgenossenschaft Roden, stammt aus dem Jahr 786, als das Kloster Rotaha dem Kloster Lorsch geschenkt wurde.  Wo genau das Kloster Rotaha lag, ist bis heute nicht bekannt. 791 wurde Nieder-Roden als Rotaha inferior ausdrücklich in einer Urkunde erwähnt. Damals schenkte der fränkische Adlige Erlulf seinen dortigen Besitz, den in Ober-Roden (rotahen superiore) und den in Bieber dem Kloster Lorsch. 1210/1220 schenkte Gerlind dem Kloster Patershausen zwei Malter Acker in Nieder-Roden.
Der Ort war als Mittelpunkt einer Zent und Sitz eines Zentgerichts von großer Bedeutung. Das Dorf hatte deshalb eine Befestigung. Der Bezirk des Zentgerichts umfasste Nieder- und Ober-Roden, Dudenhofen, Jügesheim, Messel, Urberach, Dietzenbach, Hainhausen, Messenhausen, Patershausen, Richolfshausen, Ippingshausen, Hartcheshofen und Neuhof.
Nieder-Roden lag im Amt Steinheim, das zunächst den Herren von Hagen-Münzenberg gehörte. Durch die Münzenberger Erbschaft kam es an die Herren von Eppstein. Diese verpfändeten das Amt ab 1371 als Pfand je zur Hälfte den Grafen von Katzenelnbogen und den Herren von Hanau. 1393 gelangte das Pfand insgesamt an die Herren von Cronberg. 1425 verkaufte Gottfried von Eppstein das Amt an das Kurfürstentum Mainz.

### Neuzeit
Zehntherr in Nieder-Roden war der Erzbischof von Mainz, der diese Einnahmequelle zeitweise als Lehen vergab. 1567 hatten die Herren von Wallbrunn und Johann Oiger Brendel von Homburg, ein Verwandter des damals regierenden Mainzer Kur-Erzbischofs, Daniel Brendel von Homburg, je die Hälfte des Zehnten zu Lehen inne. Auch die Herren von Wasen hatten in Nieder-Roden Besitz.
In den Jahren 1631–1634, während des Dreißigjährigen Kriegs, beschlagnahmte König Gustav II. Adolf das Amt als Kriegsbeute und stattete die nachgeborenen Hanauer Grafen Heinrich Ludwig von Hanau-Münzenberg (1609–1632) und Jakob Johann von Hanau-Münzenberg (1612–1636), die mit ihm verbündet waren, damit aus. Da beide Grafen schon bald starben und der Westfälische Friede auf das Normaljahr 1624 abstellte, kam Nieder-Roden wieder an Kurmainz. Hier gehörte es zur Mainzer Amtsvogtei Dieburg.
Im Zuge der Säkularisation kam das Amt Steinheim 1803 an die Landgrafschaft Hessen-Darmstadt, das spätere Großherzogtum Hessen. Die Pforten der Befestigung wurden 1812 niedergelegt. Bei der Aufteilung der Rödermark 1818 erhielt der Ort, wie die übrigen der Mark angehörenden Dörfer, einen Anteil am Wald. In Hessen gehörte Nieder-Roden zu folgenden Verwaltungseinheiten:
- 1820: Amt Dieburg
- 1821: Landratsbezirk Langen
- 1832: Kreis Offenbach
- 1848: Regierungsbezirk Dieburg
- 1852: Kreis Dieburg
- 1977: Landkreis Offenbach

1821 wurde Nieder-Roden dem Bezirk des Landgerichts Langen zugeordnet. Bei der großen Reform der Gerichtsbezirke 1853 wechselte die Zuständigkeit zum Landgericht Seligenstadt. 1879 wurde erstinstanzlich dann das Amtsgericht Seligenstadt zuständig.
Im Zweiten Weltkrieg wurde während des nationalsozialistischen Regimes das Straf- und Gefangenenlager Rollwald errichtet. Nach dem Krieg entwickelte sich dort die heutige Siedlung Rollwald.

### Nach dem Zweiten Weltkrieg
Aus dem Ort entwickelten sich durch die Suburbanisierung in den 1960er und 1970er Jahren verschiedene Neubaugebiete. Das markanteste Gebäude ist der weithin sichtbare 300 Meter lange vielgeschossige Gebäuderiegel entlang der Frankfurter Straße, der von den Einwohnern respektvoll-ironisch als Chinamauer bezeichnet wird. Eine ursprünglich geplante Erweiterung des Komplexes auf über 700 Meter Länge einschließlich einer Überbauung der Wiesbadener Straße kam nicht zur Ausführung, da der Bauunternehmer in Konkurs ging.
Im Zuge der Gebietsreform in Hessen ging Nieder-Roden am 1. Januar 1977 mit den Nachbargemeinden Dudenhofen, Hainhausen, Jügesheim und Weiskirchen in der neu geschaffenen Großgemeinde Rodgau auf, die 1979 Stadt wurde. Für jeden der fünf Stadtteile wurde ein Ortsbezirk eingerichtet mit Ortsbeirat und Ortsvorsteher. Im Januar 2016 wurden die Ortsbeiräte aller Stadtteile abgeschafft.

### Namensformen
Der Name Rotaha Marca/Mark Roden könnte „Siedlung auf einer gerodeten Aue“ bedeuten, ebenso aber auch darauf Bezug nehmen, dass die den Ort durchfließende Rodau, die bei Urberach im Rotliegenden entspringt, sich früher bei Hochwasser rot färbte. In erhaltenen Urkunden wurde Nieder-Roden unter den folgenden Namen erwähnt (in Klammern das Jahr der Erwähnung):
- Rotahen superiore et inferiore (791)
- Rotaha (10. Jahrhundert)
- Inferior Rotaha (1210–1220)
- Nidirn Rota (1303)
- Nidern Rodauw (1371)
- Niddern Rode (1435)
- Niddern Rodauwe (1480)
- Niddern Rodawe (1500)
- Nidern Roda (1523)
- Nidder Roden (1550)

### Einwohnerentwicklung
Belegte Einwohnerzahlen sind:
- 1576: 66 Haushalte,
- 1648: 7 Familienvorstände (Gemeindsmänner)
- 1681: 29 Haushalte mit 117 Einwohnern
- 1961: 727 evangelische (= 18,53 %), 3120 katholische (= 79,53 %) Einwohner

| Nieder-Roden: Einwohnerzahlen von 1829 bis 2011 | Nieder-Roden: Einwohnerzahlen von 1829 bis 2011 | Nieder-Roden: Einwohnerzahlen von 1829 bis 2011 | Nieder-Roden: Einwohnerzahlen von 1829 bis 2011 | Nieder-Roden: Einwohnerzahlen von 1829 bis 2011 |
| --- | ----------------------------------------------- | ----------------------------------------------- | ----------------------------------------------- | ----------------------------------------------- |
| Jahr |                                                 |                                                 |                                                 | Einwohner                                       |
| 1829 | 1829                                            |                                                 | 787                                             | 787                                             |
| 1834 | 1834                                            |                                                 | 862                                             | 862                                             |
| 1840 | 1840                                            |                                                 | 947                                             | 947                                             |
| 1846 | 1846                                            |                                                 | 1.008                                           | 1.008                                           |
| 1852 | 1852                                            |                                                 | 1.087                                           | 1.087                                           |
| 1858 | 1858                                            |                                                 | 1.017                                           | 1.017                                           |
| 1864 | 1864                                            |                                                 | 961                                             | 961                                             |
| 1871 | 1871                                            |                                                 | 955                                             | 955                                             |
| 1875 | 1875                                            |                                                 | 1.033                                           | 1.033                                           |
| 1885 | 1885                                            |                                                 | 1.104                                           | 1.104                                           |
| 1895 | 1895                                            |                                                 | 1.318                                           | 1.318                                           |
| 1905 | 1905                                            |                                                 | 1.558                                           | 1.558                                           |
| 1910 | 1910                                            |                                                 | 1.714                                           | 1.714                                           |
| 1925 | 1925                                            |                                                 | 1.876                                           | 1.876                                           |
| 1939 | 1939                                            |                                                 | 3.616                                           | 3.616                                           |
| 1946 | 1946                                            |                                                 | 2.772                                           | 2.772                                           |
| 1950 | 1950                                            |                                                 | 2.942                                           | 2.942                                           |
| 1956 | 1956                                            |                                                 | 3.288                                           | 3.288                                           |
| 1961 | 1961                                            |                                                 | 3.923                                           | 3.923                                           |
| 1967 | 1967                                            |                                                 | 8.047                                           | 8.047                                           |
| 1970 | 1970                                            |                                                 | 9.651                                           | 9.651                                           |
| 2011 | 2011                                            |                                                 | 15.432                                          | 15.432                                          |
| Datenquelle: Historisches Gemeindeverzeichnis für Hessen: Die Bevölkerung der Gemeinden 1834 bis 1967. Wiesbaden: Hessisches Statistisches Landesamt, 1968. Weitere Quellen: |                                                 |                                                 |                                                 |                                                 |

## Wappen
Das Wappen wurde am 7. April 1949 durch das Hessische Ministerium des Innern verliehen.
| Wappen von Nieder-Roden | Blasonierung: „In Schwarz ein silberner Kirchturm, beseitet rechts von dem Eppsteinschen Schild: drei rote Sparren in Silber, links von dem Mainzer Schild: einem silbernen Rad in Rot.“ |
| Wappen von Nieder-Roden | Wappenbegründung: Ein im Gemeindebesitz befindlicher Stempel des frühen 19. Jahrhunderts, vermutlich ein Nachschnitt einer älteren Vorlage, mit der Umschrift: SIEGEL DER BÜRGERMEISTEREY NIEDER RODEN zeigt im Siegelfeld den Heiligen Matthias, einen Palmzweig in der Rechten und ein Beil in der Linken. Das dem Ort 1949 amtlich verliehene Wappen nimmt die Attribute des Ortsheiligen nicht auf, bringt dagegen durch die beiden Beischilde zum Ausdruck, dass der Ort aus eppsteinschem in Mainzer Besitz überging, was 1425 geschah. Dazwischen steht der kunsthistorisch interessante Turm der Ortskirche St. Matthias in der nötigen heraldischen Stilisierung. Die Gestaltung des Wappens lag in den Händen des Heraldikers Georg Massoth. |

## Kultur und Sehenswürdigkeiten

### Bauwerke

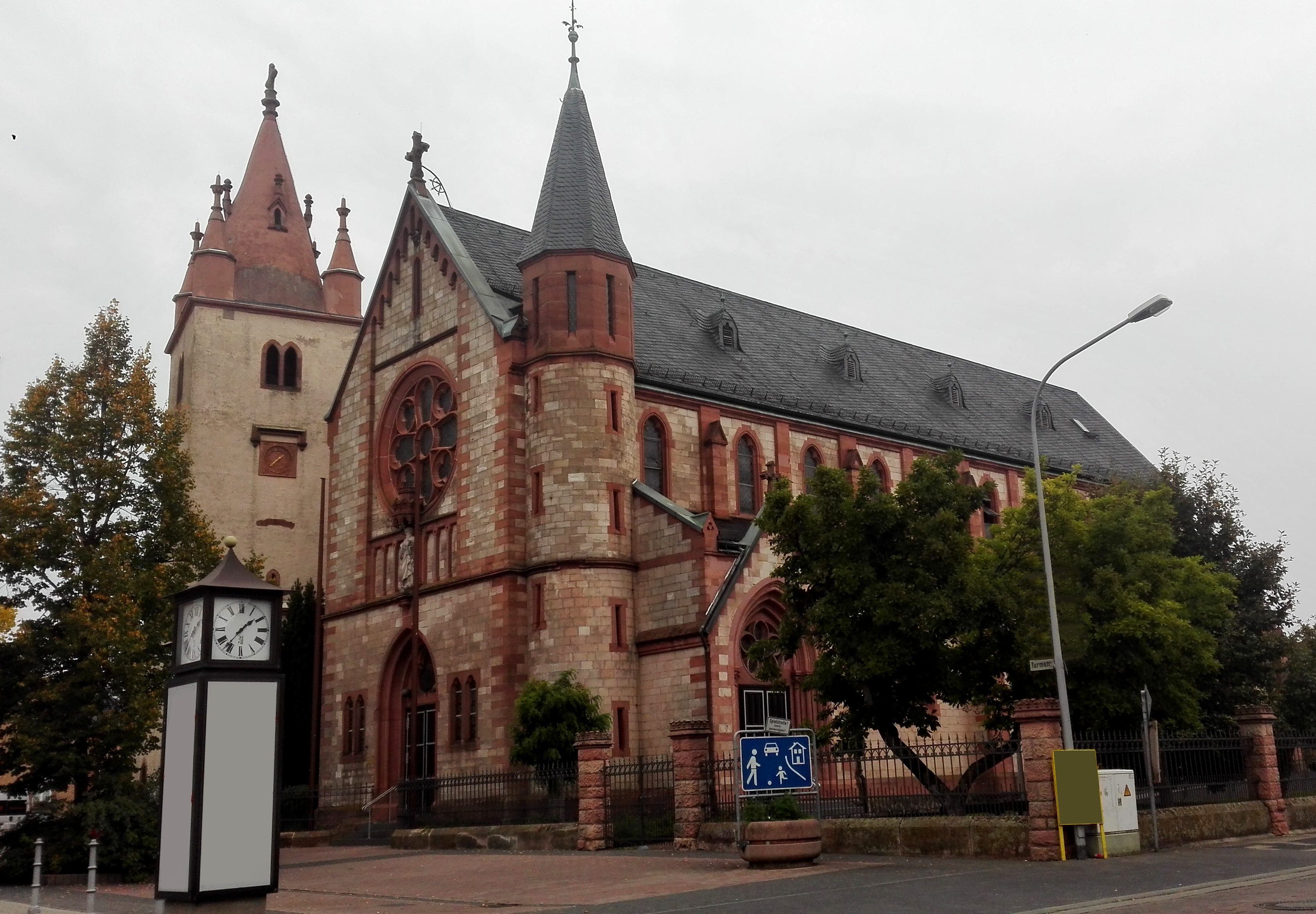
Die katholische Pfarrkirche St. Matthias in Rodgau-Nieder-Roden (Fotografie, 2017)

Die katholische Kirche St. Matthias ist ein dominierendes Gebäude im alten Ortskern. Ihr Turm ist das älteste Bauwerk Rodgaus.

### Naherholung
Das Strandbad Rodgau befindet sich in einem Baggersee, der durch den Abbau von Sand entstanden ist. Der offizielle Badebetrieb läuft seit 1977.

## Verkehr
1896 erhielt Nieder-Roden mit der Rodgaubahn Anschluss an die Eisenbahn und einen Bahnhof. Seit Dezember 2003 ist der Ort mit der S-Bahn-Linie S1 (Wiesbaden Hauptbahnhof–Ober-Roden) an das Netz der S-Bahn Rhein-Main angeschlossen.
| Linie | Verlauf | Takt                                       |
| ----- | --- | ------------------------------------------ |
| S1    | Wiesbaden Hbf – Wiesbaden Ost – Mainz-Kastel – Hochheim (Main) – Flörsheim (Main) – Eddersheim – Hattersheim (Main) – Frankfurt-Sindlingen – Frankfurt-Höchst Farbwerke – Frankfurt-Höchst – Frankfurt-Nied – Frankfurt-Griesheim – Frankfurt (Main) Hbf tief – Frankfurt (Main) Taunusanlage – Frankfurt (Main) Hauptwache – Frankfurt (Main) Konstablerwache – Frankfurt (Main) Ostendstraße – Frankfurt (Main) Mühlberg – Offenbach-Kaiserlei – Offenbach Ledermuseum – Offenbach Marktplatz – Offenbach (Main) Ost – Offenbach-Bieber – Offenbach-Waldhof – Obertshausen – Rodgau-Weiskirchen – Rodgau-Hainhausen – Rodgau-Jügesheim – Rodgau-Dudenhofen – Rodgau-Nieder-Roden – Rodgau-Rollwald – Rödermark-Ober Roden | 30 min 15 min (Hochheim–Rödermark zur HVZ) |

## Persönlichkeiten
- Adam Groh (1916 in Nieder-Roden geboren; † 1996), Apostolischer Protonotar, Offizial und Domkapitular im Bistum Mainz
- Albert Keller (1932–2010), Theologe und Philosoph
- Manfred Gotta (* 1947), Unternehmer und Werbetexter
- Helmut Ritter, 1948 in Nieder-Roden geboren, war bis November 2014 Lehrstuhlinhaber für das Fach Organische Chemie/Makromolekulare Chemie an der Heinrich-Heine-Universität Düsseldorf.[18]
- Hans Jakob Christoffel von Grimmelshausen (um 1622–1676), Schriftsteller, nahm von 1634 bis 1636 zeitweise Quartier in Nieder-Roden während des Dreißigjährigen Krieges und der Belagerung Hanaus
- Rio Reiser (1950–1996), Frontmann der Band Ton Steine Scherben, wohnte von 1965 bis 1968 in Nieder-Roden
- R.P.S. Lanrue (1950–2024), Komponist und Leadgitarrist der deutschen Band Ton Steine Scherben wohnte in den 1960er Jahren in Nieder-Roden. Zu dieser Zeit absolvierte er u. a. eine Dekorateur-Lehre und spielte zusammen mit Rio Reiser u. a. bei den Beatkinks. Nach dem Umzug nach Berlin gründeten sie Ton Steine Scherben.
- Britta Neander (1956–2004), Schlagzeugerin und Percussionistin der deutschen Band Ton Steine Scherben, Carambolage und Britta wohnte in Rodgau Nieder-Roden. Schwester von Ali Neander (Rodgau Monotones)
- Hans-Joachim Rauschenbach (1923–2010), Sportreporter beim Hessischen Rundfunk, Moderator der ARD-Sportschau, wohnte von 1965 bis 1995 in Rodgau-Nieder-Roden
- Herbert Feuerstein (1937–2020), Ex-„MAD“-Chefredakteur, Harald Schmidts „Lieblingsopfer“, wohnte 1989–1993 in Rodgau Nieder-Roden
- Nicole Brown Simpson (1959–1994), lebte als Kind in Nieder-Roden-Rollwald. Nach ihrer Ermordung 1994 wurde O. J. Simpson wegen Mordes an ihr angeklagt
- Steffen Wink (* 1967), deutscher Schauspieler lebte von 1969 bis 1993 in Rodgau-Nieder-Roden
- Gerhard Zwerenz (1925–2015), deutscher Schriftsteller, wohnte Anfang der 1970er Jahre in Nieder-Roden
- Walter Picard (1923–2000), deutscher Pädagoge und CDU-Politiker, arbeitete ab 1949 als Volksschullehrer in Nieder-Roden und hatte die dortige Rektorenstelle von 1965 bis 1988 inne